# Mistrzostwa Europy w Wioślarstwie 2011 – czwórka bez sternika wagi lekkiej mężczyzn
Czwórka bez sternika wagi lekkiej mężczyzn (LM4-) – konkurencja rozgrywana podczas 71. Mistrzostw Europy w Wioślarstwie w bułgarskim Płowdiw, w dniach 16-18 sierpnia 2011 r. W zmaganiach udział wzięło 8 osad. Zwycięzcami zostali reprezentanci Włoch.

## Składy osad
| Państwo    | Zawodnicy                                                                                   |
| ---------- | ------------------------------------------------------------------------------------------- |
| Białoruś   | Jauhienij Szymul, Maksim Hryszyn, Dzmitry Hetsewicz, Alaksandr Piatruszczyk                 |
| Czechy     | Jan Vetešník, Ondřej Vetešník, Jiří Kopáč, Miroslav Vraštil                                 |
| Hiszpania  | Rubén Álvarez Pedrosa, Patricio Rojas Aznar, Ander Zabala Artetxe, Andreu Castellà Gasparín |
| Portugalia | Ricardo Carraco, Jorge Correia Carvalho, Diogo Pinheiro, Nuno Goncalves Coelho              |
| Rosja      | Witalij Badulin, Aleksandr Czaukin, Aleksandr Sawkin, Jurij Pszenicznikow                   |
| Serbia     | Nemanja Nešić, Miloš Stanojević, Nenad Babović, Miloš Tomić                                 |
| Węgry      | Dávid Forrai, Bence Vallyon, Péter Krpesics, Edvin Novak                                    |
| Włochy     | Daniele Danesin, Andrea Caianiello, Marcello Miani, Martino Goretti                         |

## Wyniki

### Legenda
| Q – awans do finału A R – awans do repasaży | FB – awans do finału B |

### Eliminacje
Wyścig 1
| Poz. | Osada      | Rezultat | Uwagi |
| ---- | ---------- | -------- | ----- |
| 1    | Włochy     | 6:07,240 | Q     |
| 2    | Hiszpania  | 6:14,990 | R     |
| 3    | Rosja      | 6:19,630 | R     |
| 4    | Portugalia | 6:31,510 | R     |

Wyścig 2
| Poz. | Osada    | Rezultat | Uwagi |
| ---- | -------- | -------- | ----- |
| 1    | Czechy   | 6:10,770 | Q     |
| 3    | Węgry    | 6:30,500 | R     |
| 2    | Białoruś | 6:36,830 | R     |
| 4    | Serbia   | 7:03,420 | R     |

### Repasaże
| Poz. | Osada      | Rezultat | Uwagi |
| ---- | ---------- | -------- | ----- |
| 1    | Serbia     | 6:16,490 | Q     |
| 2    | Hiszpania  | 6:17,780 | Q     |
| 3    | Rosja      | 6:18,730 | Q     |
| 4    | Węgry      | 6:19,590 | Q     |
| 5    | Portugalia | 6:19,670 | FB    |
| 6    | Białoruś   | 6:44,070 | FB    |

### Finały
Finał B
| Poz. | Osada      | Rezultat | Uwagi |
| ---- | ---------- | -------- | ----- |
| 1    | Portugalia | 6:33,650 |       |
| 2    | Białoruś   | 6:41,990 |       |

Finał A
| Poz. | Osada     | Rezultat | Uwagi |
| ---- | --------- | -------- | ----- |
| 1    | Włochy    | 6:02,680 |       |
| 2    | Czechy    | 6:05,630 |       |
| 3    | Serbia    | 6:08,770 |       |
| 4    | Hiszpania | 6:13,230 |       |
| 5    | Rosja     | 6:17,860 |       |
| 6    | Węgry     | 6:22,520 |       |